# Onosma neglectum
Onosma neglectum är en strävbladig växtart som beskrevs av H. Riedl. Onosma neglectum ingår i släktet Onosma och familjen strävbladiga växter. Inga underarter finns listade i Catalogue of Life.